# Ачин (приток Кадрина)
Ачин — река в России, протекает по Онгудайскому району Республики Алтай. Правый приток среднего течения реки Кадрин.
Длина реки составляет 14 км.
Ачин вытекает из небольшого горного озера на хребте Кызыларт. От истока течёт на юго-восток, потом — в основном на юг. Устье реки находится в 52 км по правому берегу реки Кадрин.

## Данные водного реестра
По данным государственного водного реестра России относится к Верхнеобскому бассейновому округу, водохозяйственный участок реки — Катунь, речной подбассейн реки — Бия и Катунь. Речной бассейн реки — (Верхняя) Обь до впадения Иртыша.
Код водного объекта в государственном водном реестре — 13010100312115100006046.